# 倪廷慶
倪廷慶（?—?），安徽省安慶府桐城縣人，清朝政治人物、同進士出身。
光緒九年（1883年），参加癸未科殿試，登進士三甲82名。同年五月，著交吏部掣签分发各省，以知县即用。